# Shigeho Tanaka
Shigeho Tanaka (jap. 田中茂穂 Tanaka Shigeho; ur. 16 sierpnia 1878, zm. 24 grudnia 1974) – japoński ichtiolog, profesor zoologii na Tokijskim Uniwersytecie Cesarskim. Opublikował liczne prace na temat ryb Japonii, w tym jedną wspólnie z Davidem Starrem Jordanem.

## Prace
- Jordan DS, Tanaka S, Snyder JO. 1913. A catalogue of the fishes of Japan. J Coll Sci Imp Univ Tokyo, Vol. 33 (article 1): 1-497.